# Sanvignes-les-Mines
 Sanvignes-les-Mines  es una comuna y población de Francia, en la región de Borgoña, departamento de Saona y Loira, en el distrito de Charolles y cantón de Toulon-sur-Arroux. Es la mayor población del cantón.
Su población en el censo de 1999 era de 4.342 habitantes.
Está integrada en la Communauté urbaine Le Creusot-Montceau-les-Mines . Forma parte de la aglomeración urbana de Montceau-les-Mines.

## Demografía
| 6695 | 6772 | 6266 | 5728 | 4918 | 4342 |
| Para los censos de 1962 a 1999 la población legal corresponde a la población sin duplicidades (Fuente: INSEE [Consultar]) |      |      |      |      |      |